# Тимофіївка піскова
Тимофіївка піскова (Phleum arenarium) — вид рослин з родини злакових (Poaceae); поширений у Європі крім сходу, в Марокко, Палестині, Лівані, Сирії.

## Опис
Однорічна рослина 15–20 см. Верхня піхва роздута; листки 2–3 мм завширшки, голі. Суцвіття 1.5–3 см завдовжки, до 8 мм шириною, до основи сильно звужене. Колоскові луски ≈ 4 мм завдовжки, вузьколанцетні, до обох кінців поступово звужені. Нижні квіткові луски в 3–4 рази коротше колоскових лусок. Листові пластини завдовжки 0.5–6 см й 1–4 мм завширшки. Суцвіття — волоть завдовжки 0.5–5 см.

## Поширення
Поширений у Європі крім сходу, в Марокко, Палестині, Лівані, Сирії.
В Україні зростає на піщаних вологих місцях — у Правобережному Лісостепу, дуже рідко (Кропивницький); вказується для Криму.